# Mario Trebbi
Mario Trebbi (Sesto San Giovanni, 1939. szeptember 9. – 2018. augusztus 14.) válogatott olasz labdarúgó, hátvéd, edző.

## Pályafutása

### Klubcsapatban
1958 és 1966 között az AC Milan csapatában szerepelt és két bajnoki címet szerzett az együttessel. Tagja volt az 1962-63-as idényben BEK-győztes csapatnak. 1966 és 1969 között a Torino játékosa volt és egy olasz kupa-győzelmet ért el a csapattal. 1969 és 1973 között a Monza, 1973–74-ben a Civitanovese labdarúgója volt.

### A válogatottban
Tagja volt 1960-as római olimpián részt vevő válogatottnak, amellyel negyedik helyezést ért el. 1961 és 1963 között két alkalommal szerepelt az olasz válogatottban.

### Edzőként
1974 és 1987 között edzőként tevékenykedett. A Civitanovese, az Alessandria, a Savoia, a Barletta, a Siracusa és a Pro Patria csapatainál dolgozott vezetőedzőként.

## Sikerei, díjai
Olaszország
- Olimpiai játékok
  - 4.: 1960, Róma

 AC Milan
- Olasz bajnokság (Serie A)
  - bajnok (2): 1958–59, 1961–62
- Bajnokcsapatok Európa-kupája (BEK)
  - győztes: 1962–63

 Torino
- Olasz kupa (Coppa Italia)
  - győztes: 1968